# Al-Múndhir (II) ibn al-Múndhir
Al-Múndhir (II) ibn al-Múndhir (àrab: المنذر بن المنذر, al-Munḏir b. al-Munḏir) fou rei làkhmida d'Aràbia del 493 al 500.
Va succeir al seu germà al-Àswad ibn al-Múndhir ibn Numan (473-493). Tampoc el seu regnat està documentat i gairebé no se'n sap res. Va morir el 500 i el va succeir el seu nebot an-Numan (II) ibn al-Àswad (500-504).